# Relaciones Argentina-Rusia
Relaciones Argentina-Rusia, se refiere a las relaciones bilaterales entre la República Argentina y la Federación Rusa. Las relaciones diplomáticas se establecieron el 22 de octubre de 1885. La Unión Soviética había establecido relaciones diplomáticas con Argentina, el 5 de junio de 1946. 
Celebrando 125 años de relaciones bilaterales, en abril de 2010, Dmitri Medvédev realizó la primera visita de un jefe de Estado ruso a la Argentina.

## Historia
El primer embajador de Rusia en la República Argentina fue Alekséi Shpeyer (1900-1904). Antes de 1900, el Enviado Extraordinario en la República Argentina fue A. S. Ionin (1837-1900).
Después de la revolución de octubre las relaciones se interrumpieron por el gobierno de Hipólito Yrigoyen y reanudaron en 1946 por Juan Domingo Perón, quien nombró en 1947 como embajador a Federico Cantoni.
La República Argentina durante el primer peronismo creó un programa de agregados obreros como parte de sus misiones diplomáticas. Pedro Conde Magdaleno, panadero de origen socialista que luego devino peronista y secretario general da la Unión del Personal de Pastelerías, Panaderías y Afines (UPPA), hizo los cursos de formación diplomática correspondientes y alcanzó la categoría más alta que permitía representar al país en países considerados importantes como lo era la Unión Soviética, a donde fue asignado como agregado, sin el título de obrero debido a la oposición soviética en ese sentido. Conde Magdaleno esperaba encontrarse con una realidad muchas veces superior a la argentina, pero por el contrario lo sorprendieron las condiciones de represión, falta de derechos y precariedad que pudo ver. Durante su estadía en la Unión Soviética, Conde Magdaleno trabó amistad con muchos exiliados españoles, entre ellos Pedro Cepeda Sánchez y José Antonio Tuñón Albertos, a quienes les habían hecho firmar a su llegada, sin saberlo, una renuncia a la ciudadanía española y una declaración de lealtad a la URSS, lo que los hacía fusilables si intentaban irse como deseaban. A raíz de esto, Conde Magdaleno decidió arriesgar su carrera diplomática y su vida al intentar sacarlos en baúles diplomáticos en el marco de un vuelo que debía realizar. Antes de despegar, fueron descubiertos y detenidos por el ruido que provenía de los baúles ya que Tuñón había quedado cabeza abajo. Conde Magdaleno fue finalmente expulsado y los españoles fueron condenados a 25 años de trabajos forzados en Siberia, que tras la muerte de Stalin fueron reducidos a una condena ya cumplida de siete años. Conde Magdaleno escribió el libro ¿Por qué huyen en baúles? Los exiliados españoles en la URSS y continuó su carrera diplomática representando a la Argentina en Perú. Su libro recibió críticas de los sectores comunistas locales, quienes lo acusaron de haber sido pagado por los grandes capitales. Murió pensando que sus amigos españoles habían sido fusilados.
Al embajador Cantoni lo acompañó en la embajada, primero como encargado de negocios desde el año 1946 y luego reemplazando a su padre, como embajador, desde el año 1953 su hijo Leopoldo Bravo. Más tarde, en la década del 70, fueron sus hijos, Leopoldo Bravo desde el año 1976 y Federico Bravo desde el año 1983, los encargado de seguir alimentando el vínculo, también en la Embajada argentina. Y más recientemente su nieto, Leopoldo Alfredo Bravo, quien ocupó hasta su muerte en octubre del año 2010 ese mismo cargo, luego de haber sido representante financiero y comercial por la Argentina en aquel país desde el año 2002.

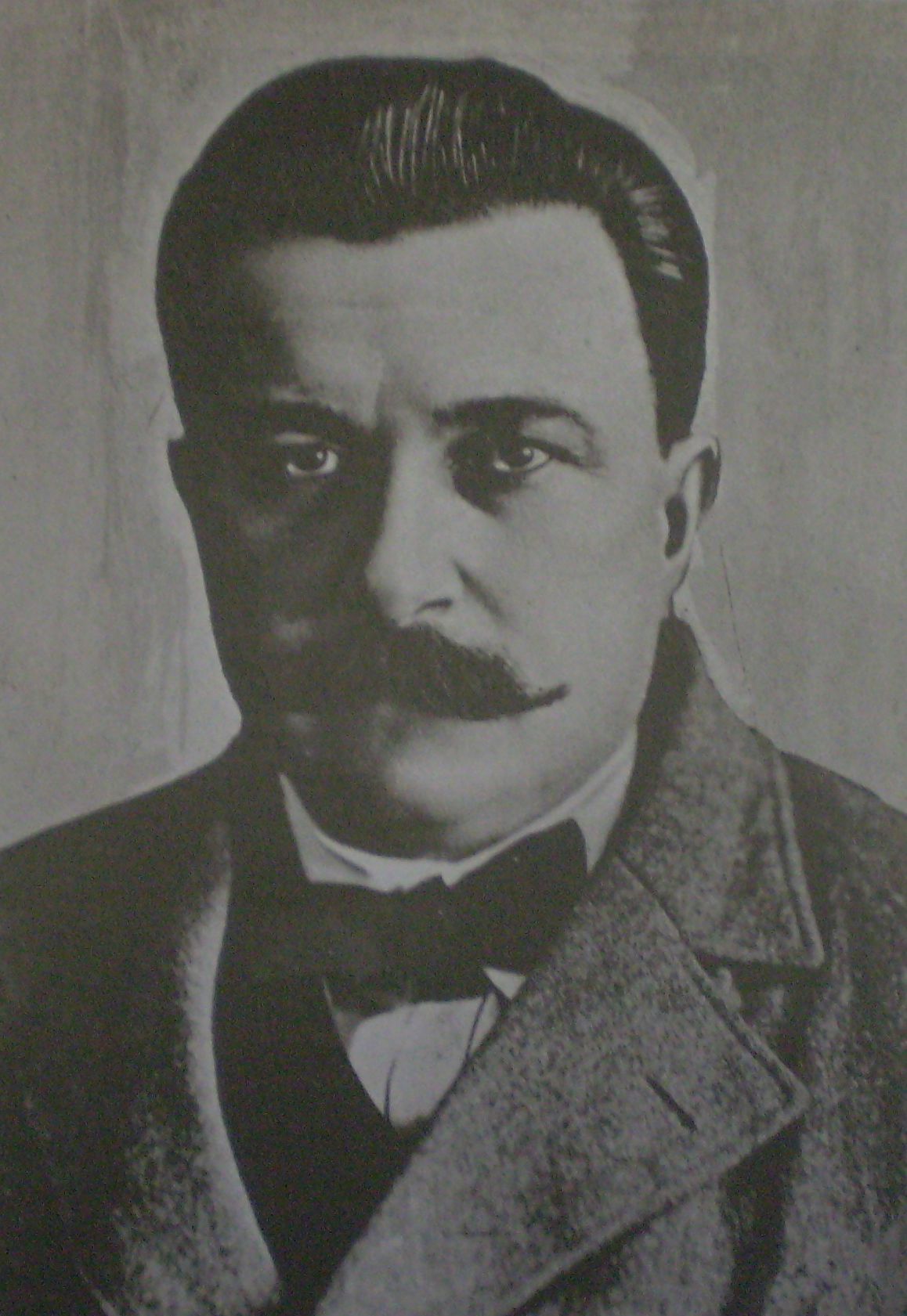
Federico Cantoni.

En octubre de 1986, el presidente argentino Raúl Alfonsín visitó Rusia para reunirse con Mijaíl Gorbachov, siendo el primer presidente argentino en hacerlo. Carlos Menem viajó en 1990, reuniéndose también con Gorbachov, y en 1998, reuniéndose con Boris Yeltsin para impulsar lazos comerciales. Allí el presidente argentino le dijo «Lo felicito por la forma en que aquí se derrotó al comunismo».
El fortalecimiento de las relaciones mutuas contribuyó a principios de noviembre de 2008 a crear «Días de Rusia en Argentina». Ese año, en el mes de diciembre, Cristina Fernández de Kirchner realizó su primera visita de Estado a Rusia.
El 18 de marzo de 2009 ambos países firmaron un acuerdo sobre la exención de visado de los ciudadanos de la Federación Rusa y la República Argentina. Argentina coopera con Rusia en el uso y desarrollo del sistema de navegación global por satélite GLONASS.

### Período 2010-2015

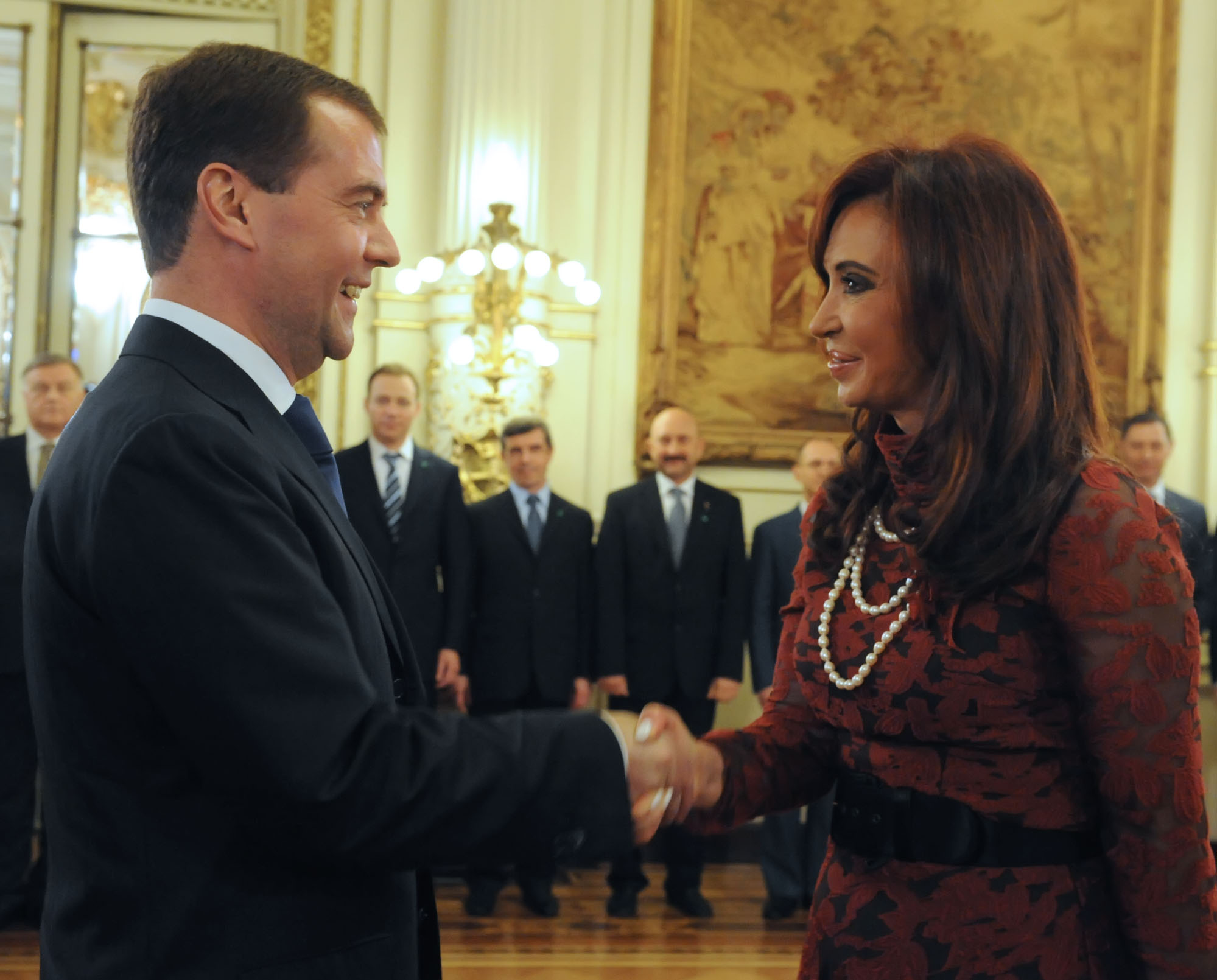
Dmitri Medvédev con Cristina Fernández de Kirchner en abril de 2010.

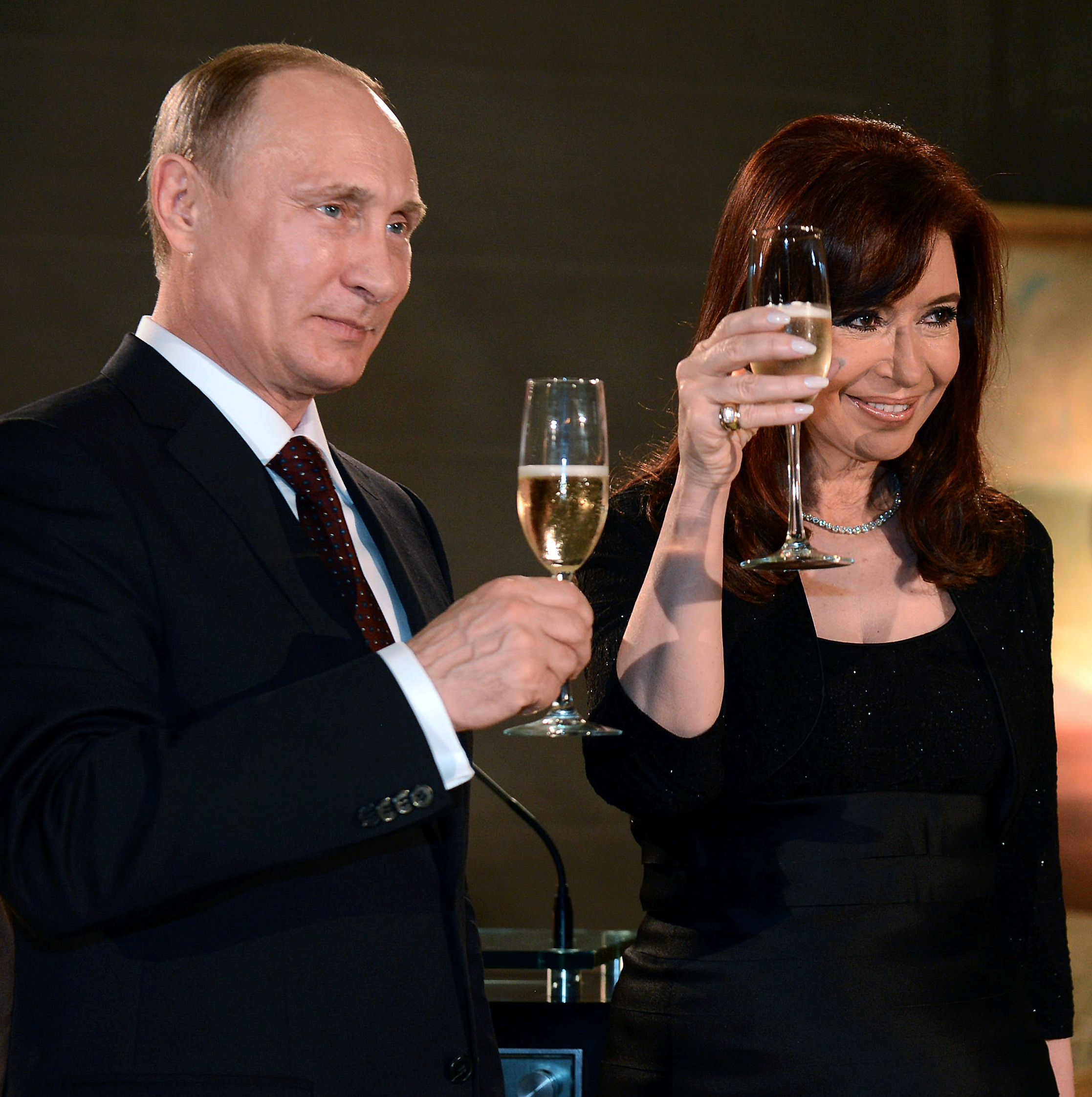
Vladímir Putin con Cristina Fernández de Kirchner en julio de 2014.

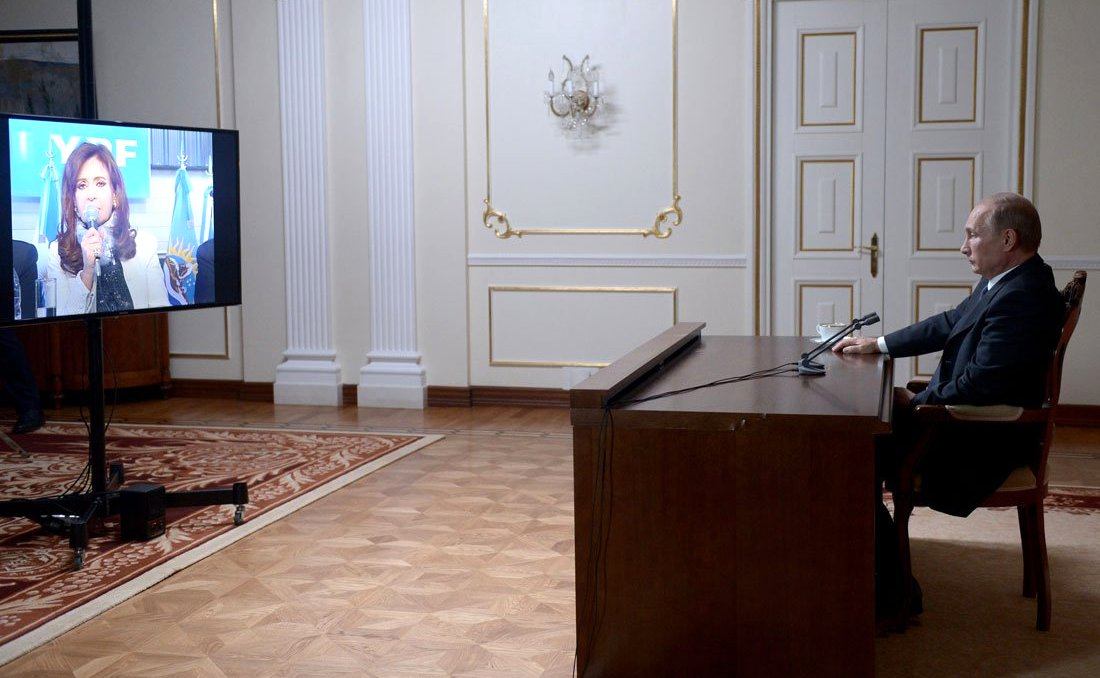
Videoconferencia para el lanzamiento de RT en Español en Argentina en 2014.

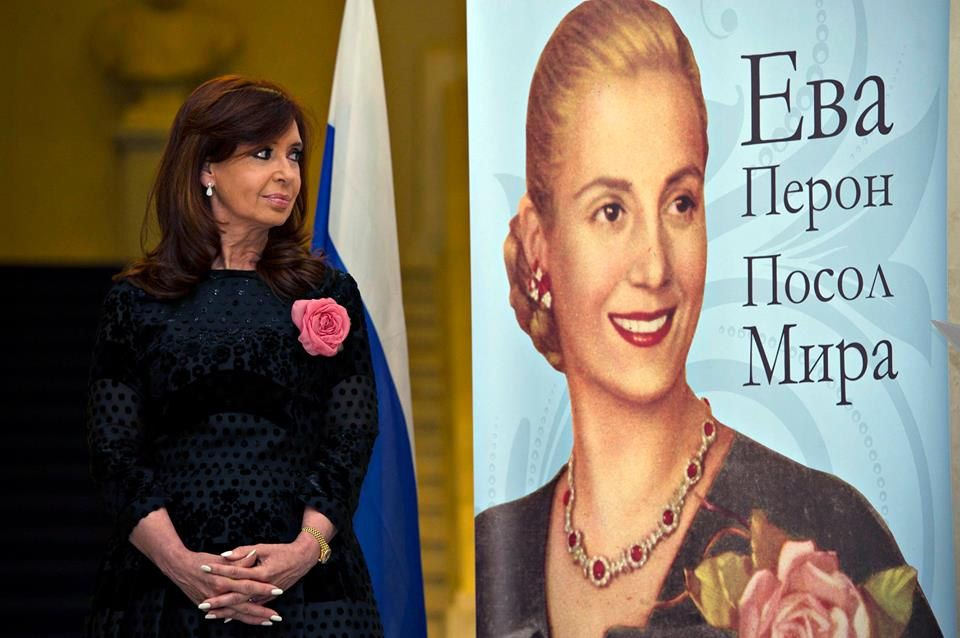
Inauguración de la muestra sobre Eva Perón en el Museo Estatal de Historia de Moscú en 2015.

En los últimos años Argentina y Rusia han estrechado sus lazos bilaterales en todos los ámbitos: político, económico y cultural. Esto se ve reflejado en las visitas de Putin y el penúltimo presidente Medvedev en abril del 2010 y julio del 2014 respectivamente. En 2010, Rusia cedió a la Argentina dos helicópteros de asalto Mil Mi-17, que prestan servicio en la séptima Brigada de la Fuerza Aérea Argentina.
En 2014 en la fiesta nacional de Rusia organizada por el respresentante de Rusia ante la Argentina hubo una muy fuerte presencia del Gobierno. En un hecho inusual para los festejos diplomáticos, el embajador Viktor Koronelli recibió los saludos en persona de los ministros de Planificación, Julio De Vido; de Justicia, Julio Alak, y de Turismo, Enrique Meyer. También dieron el presente el vicecanciller Eduardo Zuain junto con el jefe de Gabinete de la Secretaría de Política Exterior, Claudio Rozencwaig; la secretaria de Política Exterior de la Cancillería, Carolina Pérez Colman; Santiago Villalba, que es director de Europa del Este de la Cancillería, y Roberto Deluise, secretario de Relaciones Internacionales del Ministerio de Defensa. El embajador ruso, Koronelli, expreso que el motivo de la presencia de funcionarios argentinos se debió a que «la consonancia de los enfoques políticos de nuestros países completa la cooperación en el ámbito económico: la Argentina sigue siendo uno de los principales socios económicos de Rusia en América Latina».
En julio de 2014, como parte de un viaje a América Latina, Vladímir Putin visitó Buenos Aires, reuniéndose con Cristina Fernández de Kirchner. Durante la visita oficial se celebraron varios acuerdos de cooperación, entre ellos el desarrollo conjunto de yacimientos de petróleo y gas en Vaca Muerta y la construcción de una represa en la Patagonia. Además, en un acuerdo se estableció que empresas rusas pariticparían en el desarrollo de la tercera central nuclear Atucha.
También, durante dicha visita, se anunció que la señal internacional rusa RT en Español iba a estar disponible en la Televisión Digital Abierta de Argentina (TDA) de forma gratuita. La señal ingresó en la parrilla en octubre de 2014, convirtiéndose en el primer medio de comunicación producido fuera de América Latina en entrar en la red de televisión estatal de Argentina, ya que el canal TeleSUR (que es otro canal internacional que transmite en la TDA) se produce en Venezuela y posee financiación del estado argentino. En octubre de 2014, ambos mandatarios celebraron una videoconferencia, iniciando así las transmisiones de RT en Español en la TDA. Putin destacó que así se logra «comunicarnos entre ambos pueblos sin intermediarios y para transmitir los valores propios». Por su parte, Cristina Kirchner destacó que se hacía «sin la intermediación de grandes cadenas internacionales que normalmente transmiten las 'noticias', entre comillas, de acuerdo a sus intereses». La entonces mandataria argentina brindó, en octubre de 2015, una entrevista exclusiva a la cadena rusa.
En 2015 se declaró el año de las culturas en ambos países. Ese mismo año, en el mes de abril Cristina Fernández de Kirchner realizó una visita de Estado a Moscú, que se destacó por la firma de diversos acuerdos, entre ellos uno entre Nucleoeléctrica Argentina SA y Rosatom Overseas para la construcción de una central nuclear en Argentina, y otro para construir la represa Chihuidos I. También se llevó a cabo un Foro Empresarial Argentino-Ruso y se acordó aumentar el intercambio comercial a partir del pago en rublos y pesos argentinos. Putin a su vez respaldó a la Argentina en el reclamo por Malvinas.
A fines de marzo de 2015, se inauguró un consulado general de Rusia en Mar del Plata, con jurisdicción en Mar del Plata, Necochea, Bahía Blanca, en la provincia de Buenos Aires, y las provincias de Río Negro, Chubut y La Pampa. Dicha ciudad posee inmigrantes y centros culturales rusos, además de estar hermanada con San Petersburgo.
Entre 2011 y 2015, además de visitas oficiales de los presidentes y funcionarios de ambos países, Rusia y Argentina han mejorado sus relaciones bilaterales, firmando acuerdos comerciales y energéticos, inversiones en minería y petróleo, proyectos nucleares, entre otros, alcanzando flujo comercial de unos 2000 millones de dólares estadounidenses anuales hacia 2014. También se han realizado eventos culturales rusos en la capital argentina y eventos culturales argentinos en Moscú, incluyendo una muestra sobre Eva Perón. Entre mayo y julio de 2015 se celebraron las Jornadas de Cultura de Rusia en Argentina y de Argentina en Rusia, que consistieron en diferentes eventos culturales en ambos países con artistas y músicos argentinos y rusos.

### Período 2015-presente

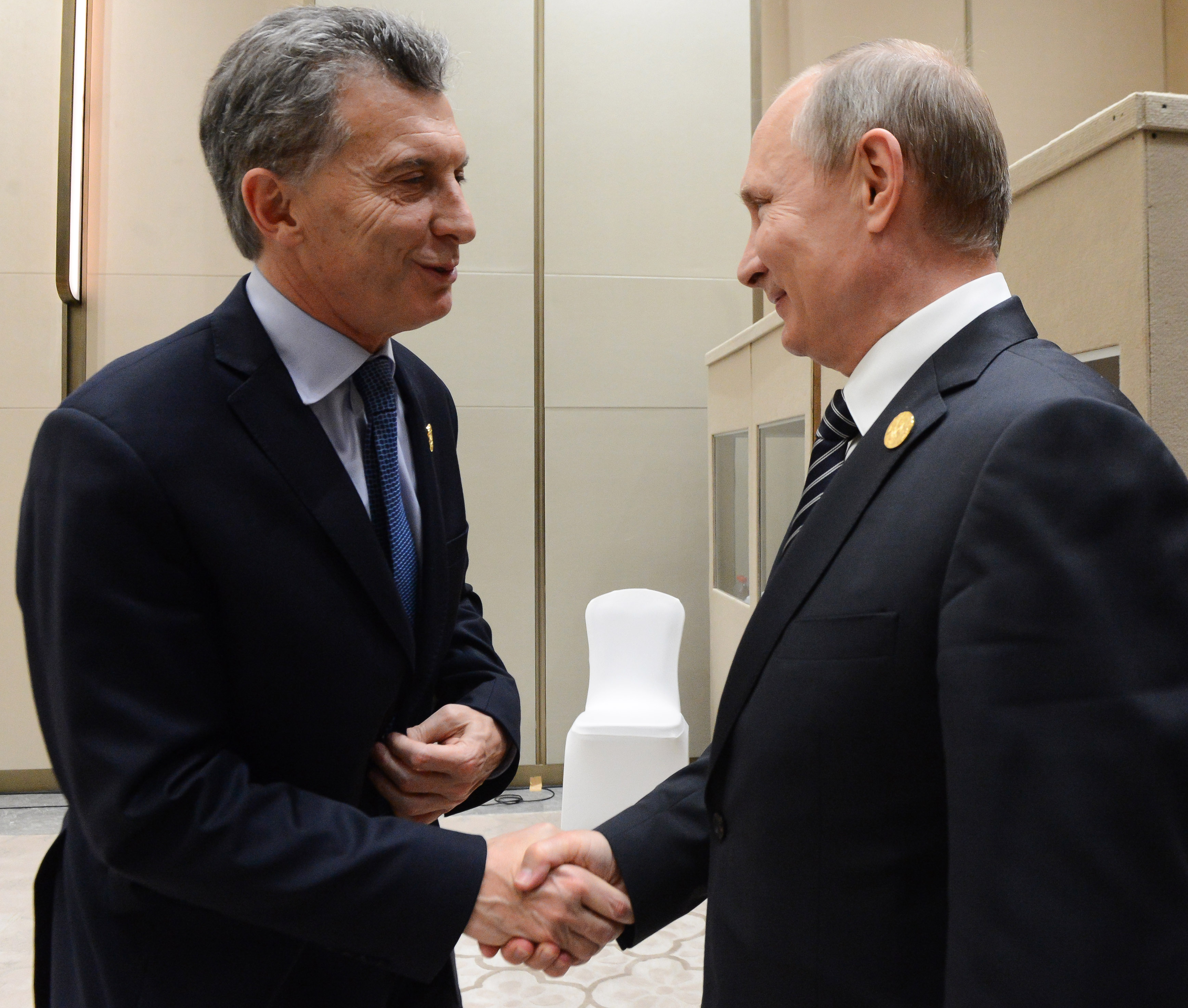
Mauricio Macri junto a Vladímir Putin en la Cumbre del G-20 de Hangzhou en septiembre de 2016.

En noviembre de 2015, tras el triunfo de Mauricio Macri, Mário Russo —periodista y experto en asuntos políticos— declaró que Macri «va a romper (el acercamiento con Rusia), pero no de forma brusca. Rafael Araújo, profesor de Historia y Relaciones Internacionales, declaró que «Macri apuntó varias veces durante su campaña que reorientaría a Argentina a la Unión Europea y principalmente a EEUU. En este contexto, el distanciamiento con los rusos y chinos podría ser consecuencia de ese viraje». En Rusia, Aleksandr Sidiakin, coordinador del grupo parlamentario de amistad entre Rusia y Argentina, declaró que para su país «la victoria de Macri significa una prueba de resistencia de las relaciones ruso-argentinas, incluyendo su firmeza ante la coyuntura política», ya que Macri al querer «priorizar las relaciones de Argentina con Estados Unidos y Europa», «puede dificultar o aplazar la adhesión de Argentina al BRICS». Ya en campaña, Macri había declarado que rechazaría «de plano» los contratos celebrados entre el gobierno de Cristina Fernández de Kirchner con Rusia y la República Popular China en donde se acordó la financiación para la construcción de tres centrales nucleares y tres represas hidroeléctricas en el sur argentino, firmados en la cumbre del G20 en Turquía en 2015.
En diciembre de 2015, el presidente ruso Putin se comunicó telefónicamente con Macri para saludarlo por su asunción. A[cita requerida]demás ambos mandatarios en «expandir y diversificar el comercio bilateral», especialmente de la exportación argentina de alimentos a Rusia. La cuenta oficial de Twitter del Kremlin que publicó que «La Argentina y Rusia están preparados para desarrollar una alianza estratégica», que incluya al Mercosur.
A mediados de enero de 2016, el ministro de Hacienda y Finanzas, Alfonso Prat Gay, luego de revisar los acuerdos, afirmó que las negociaciones con el Banco de Desarrollo y Comercio Exterior de Rusia (Vnesheconombank) sobre la construcción de una central hidroeléctrica en Chihuido, provincia de Neuquén, continuarán pese a la anterior declaración de Macri. El acuerdo fue negociado por el entonces ministro de Economía Axel Kicillof en 2015, y consistía en un crédito para cubrir el 85% del costo de la obra de 2.600 millones de dólares, con un plazo de 20 años.
El 9 de junio de 2016, el Sistema Federal de Medios y Contenidos Públicos anunció la suspensión de la señal de RT en Español (propiedad del gobierno de la Federación Rusa) en la TDA. Victoria Vorontsova, directora de emisión del canal ruso, declaró que el gobierno argentino se había acercado a Estados Unidos y que no le sorprendería que «en esa frecuencia apareciera la CNN en vez de un canal regional». El canciller ruso Serguéi Lavrov expresó: «Se nos pidió no tomarlo como algo 'antirruso'. […] Si la idea [de suspender la emisión] se aprueba, no será percibida por nosotros como un gesto amistoso que se corresponda con la cooperación estratégica y el ambiente en el que nuestros presidentes hablaron recientemente por teléfono». Alexéi Pushkov, titular del Comité de Asuntos Internacionales de la Duma Estatal amenazó con prohibir la exportación de carne argentina. Otros políticos acusaron a Estados Unidos por ello y también pidieron sanciones. Finalmente, se llevó a cabo un acuerdo con el gobierno de Rusia donde la señal permaneció en la TDA Argentina, tras la renovación del contrato. Además se acordó un intercambio de proyectos de programación con el canal estatal Televisión Pública Argentina, y la reciprocidad para difundir el contenido argentino en Rusia y varias coproducciones.
En noviembre de 2017, tras la Desaparición del ARA San Juan (S-42), Putin tuvo una conversación telefónica con Macri donde ofreció su ayuda con la búsqueda y brindó su apoyo. La Armada de Rusia envió el buque oceanográfico Yantar y el minisubmarino  Pantera Plus, mientras que la Fuerza Aérea de Rusia envió un Antonov An-124 para las tareas de búsqueda.
En 2022, el presidente argentino, Alberto Fernández, ofreció a Rusia que Argentina sea su “puerta de entrada a América Latina”. Tras desencadenarse la invasión rusa de Ucrania, Argentina dio un giro temporal a su política con los países del G-7. Sin embargo, Alberto Fernández rectificó su intención de ingresar Argentina en la organización BRICS, del que Rusia es miembro.

## Crimea y Malvinas

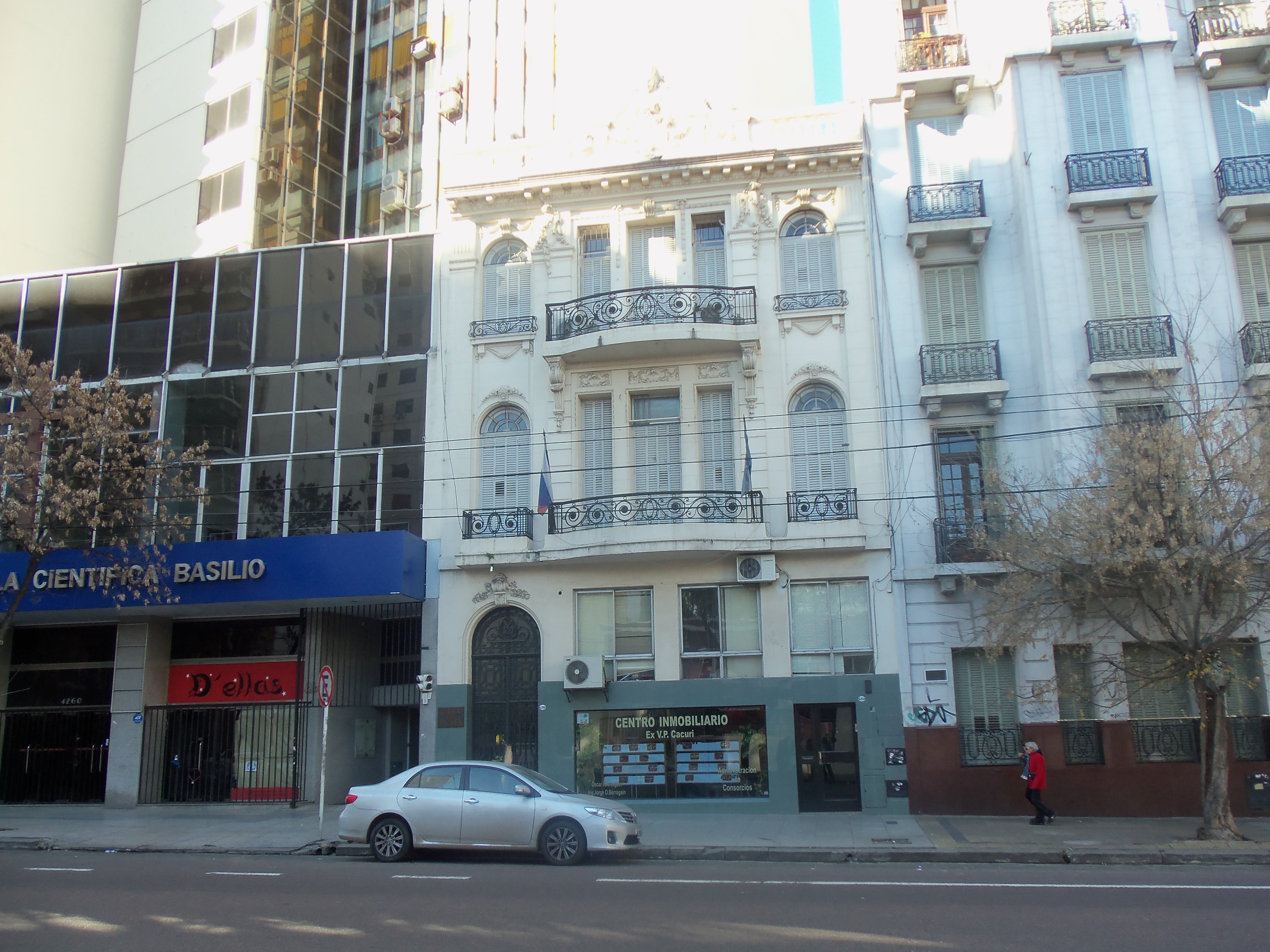
Casa de Rusia en Buenos Aires.

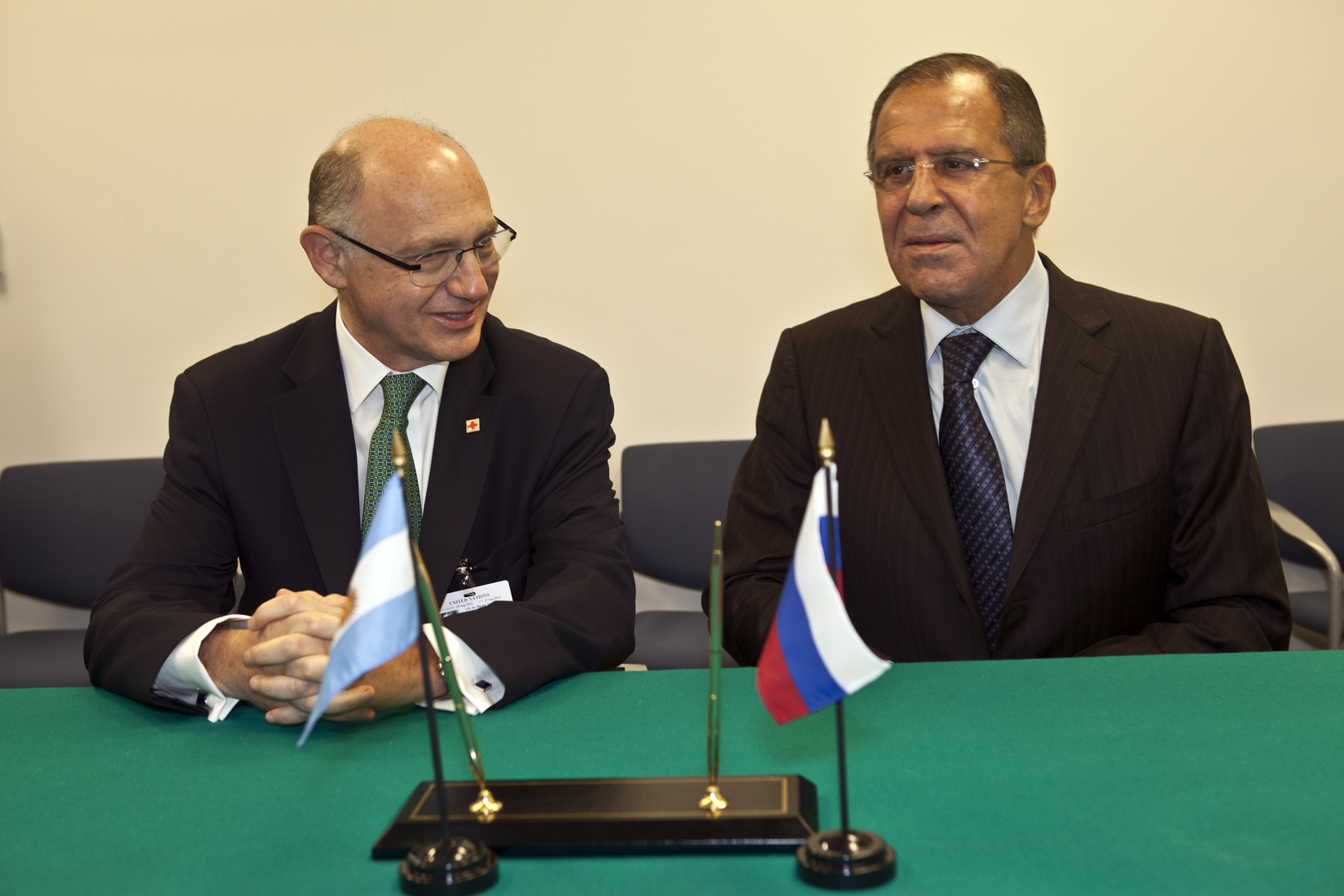
Héctor Timerman con su homólogo ruso Serguéi Lavrov.

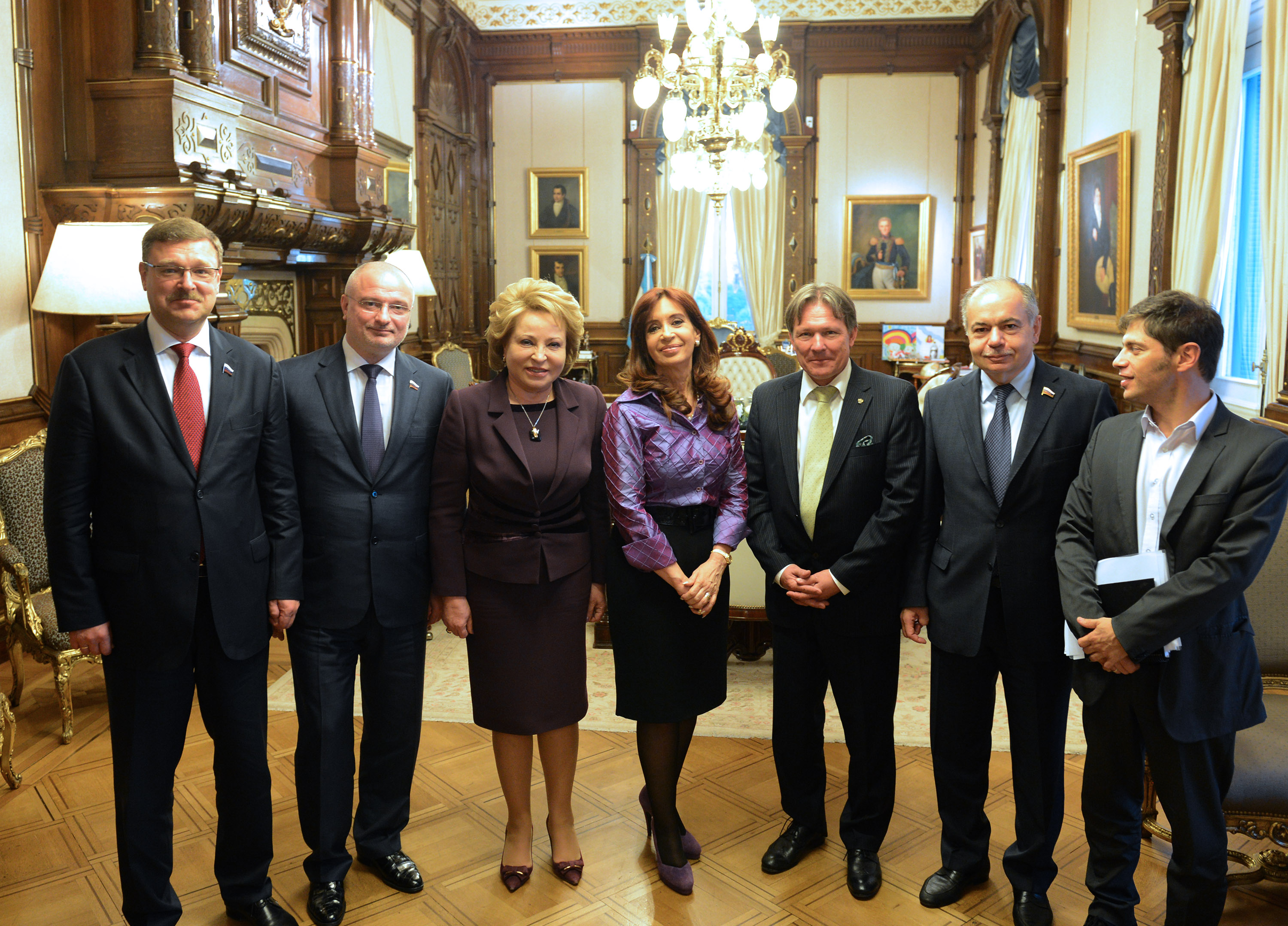
Valentina Matviyenko con Cristina Kirchner y funcionarios argentinos y rusos en noviembre de 2015.

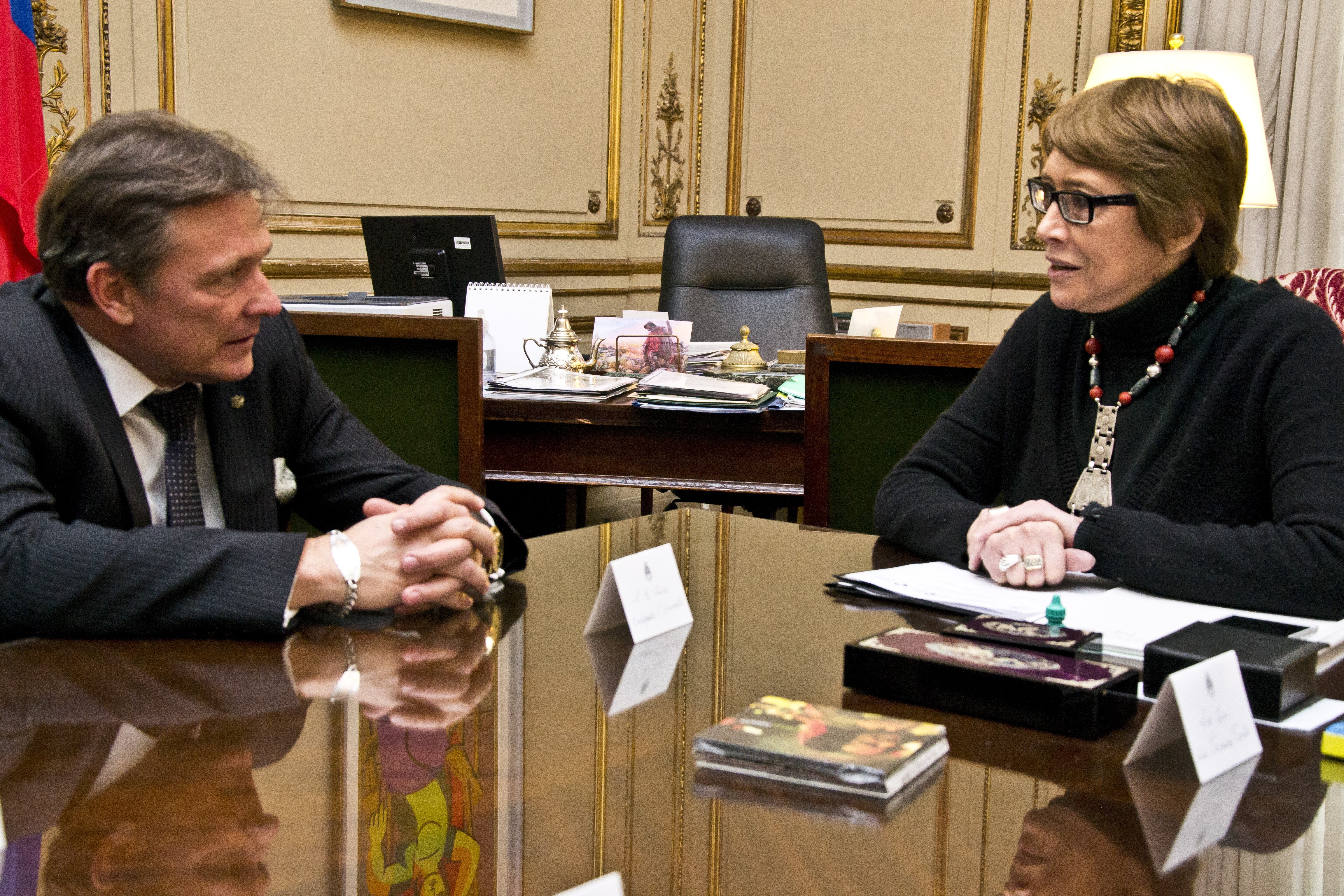
El embajador Víctor Koronelli junto a Teresa Parodi en julio de 2014 antes de la firma de acuerdos culturales.

Rusia respalda el reclamo de soberanía argentino de las islas Malvinas. El entonces secretario de la comisión de Relaciones Exteriores ruso, Yuri Paniev, dijo en 2012 que «Rusia siempre estuvo al lado del país» y dijo que para los más jóvenes la situación de Malvinas no es muy conocida, pero sí para los mayores, de los cuales, «el 100% están del lado de Argentina».
El 15 de marzo de 2014, durante la crisis de Crimea, la representante argentina ante el Consejo de Seguridad de la ONU, María Cristina Perceval votó a favor de una resolución patrocinada por Estados Unidos condenando el referéndum del 16 de marzo. Ella explicó que había votado a favor de la resolución, ya que afirmó «el principio de la integridad territorial y esto habría contribuido a un diálogo constructivo para lograr una solución pacífica que participen todos los actores políticos». Mientras tanto, instó a abstenerse de «acciones que pudieran obstaculizar una solución de este tipo», y dijo que los ucranianos deben decidir sus propios asuntos. La Cancillería Argentina también afirmó que actuó «con cuidado de no mostrar una posición contradictoria respecto de la que mantiene en Malvinas», un territorio reclamado por Argentina y donde se celebró un referéndum en el 2013 que el gobierno lo consideró como «ilegal».
El 17 de marzo, luego de la reunión con el papa Francisco en la Ciudad del Vaticano, la presidenta Cristina Fernández de Kirchner hizo mención al conflicto con el Reino Unido por las islas Malvinas y aprovechó para hacer un paralelismo con el referéndum de Crimea. Critcó la «doble moral» de los países occidentales al afirmar que «un referéndum realizado por Crimea es malo, pero uno hecho por los kelpers es bueno». Dos días después en una reunión con el mandatario francés François Hollande, Kirchner aseguró que «las Malvinas siempre pertenecieron a la Argentina, así como Crimea perteneció a la Unión Soviética hasta que fue obsequiada a Ucrania».
El 25 de marzo, Vladímir Putin se comunicó con Cristina Kirchner. Allí el presidente ruso reconoció y agradeció la postura de la Argentina sobre la Cuestión de Crimea, subrayando la importancia de la posición argentina de incluir en el debate sobre dicha Cuestión el «doble estándar» de varios países con relación a los principios de la Carta de las Naciones Unidas, relacionándolo con la cuestión de las Malvinas. En la conversación, Cristina Kirchner ratificó que la Argentina «seguirá propiciando la resolución pacífica de los conflictos así como la ineficacia de la aplicación de sanciones que sólo impiden el diálogo constructivo». El embajador ruso en Buenos Aires, Víctor Koronelli, agradeció el apoyo argentino en la cuestión de Crimea y criticó también un «doble estándar» de Occidente con los casos Malvinas y Crimea.
El 28 de mayo, Serguéi Lavrov, ministro de exteriores ruso, dio una rueda de prensa conjunta con su homólogo argentino, Héctor Timerman. Allí hablaron de la guerra del Donbás en el este de Ucrania, pidiendo diálogo. Lavrov afirmó que Rusia aboga por las negociaciones entre Argentina y el Reino Unido. Mientras que, Timerman afirmó que los ministros hablaron de la conveniencia de construir un sistema multilateral en el mundo y que los dos países están en contra de la intromisión en asuntos de otros Estados. En el encuentro también se habló de intercambios comerciales.
A fines de diciembre, el periódico británico Sunday Express expresó que Putin ofreció entregar bombarderos de largo alcance a la Argentina a cambio de carne, trigo y otros alimentos debido a la prohibición rusa de importación de productos alimentarios europeos por las sanciones de la Unión Europea y Estados Unidos en respuesta a la guerra ruso-ucraniana.
El Ministerio de Defensa británico declaró «estar al tanto del tema» y expresó su «temor» porque el contrato incluye doce aviones de ataque supersónico modelo Sukhoi Su-24. Actualmente el Reino Unido mantiene en las Malvinas una base militar para «prevenir una supuesta invasión argentina» como en 1982. De hecho, el gobierno británico declaró que se verá «obligado» a revisar el programa de defensa implementado en las islas, ya que por razones de presupuesto solo había pocos cazas de la Royal Air Force y un millar de soldados.
A raíz de las sanciones a Rusia, la Argentina en 2014 aumentó el número de exportaciones de carnes y leche en un 38% y un 47%, respectivamente en comparación a 2013. Argentina pasó de solo exportar a Rusia bovinos, a exportar también carne de cerdo y de ave.

## Posible ingreso de Argentina a los BRICS
En el encuentro del 28 de mayo de 2014, el canciller ruso anunció la invitación a la Argentina a la Sexta Cumbre BRICS 2014 celebrada en Brasil.
Durante la decimoquinta conferencia de los BRICS, se anunció la incorporación de seis naciones al grupo a partir del 1 de enero de 2024, entre ellas Argentina.  El presidente Alberto Fernández, reiteró su interés en el ingreso al bloque económico, sin embargo, tras la llegada al poder de Javier Milei tras las elecciones de 2023, este rechazó tajantemente el ingreso, iniciando un acercamiento a occidente y un alejamiento de Rusia y sus aliados, plasmándose ello en la aplicación argentina para entrar en la Organización para la Cooperación y el Desarrollo Económicos.  

## Misiones diplomáticas
- Argentina tiene una embajada en Moscú.[71]
- Rusia tiene una embajada en Buenos Aires.[72]

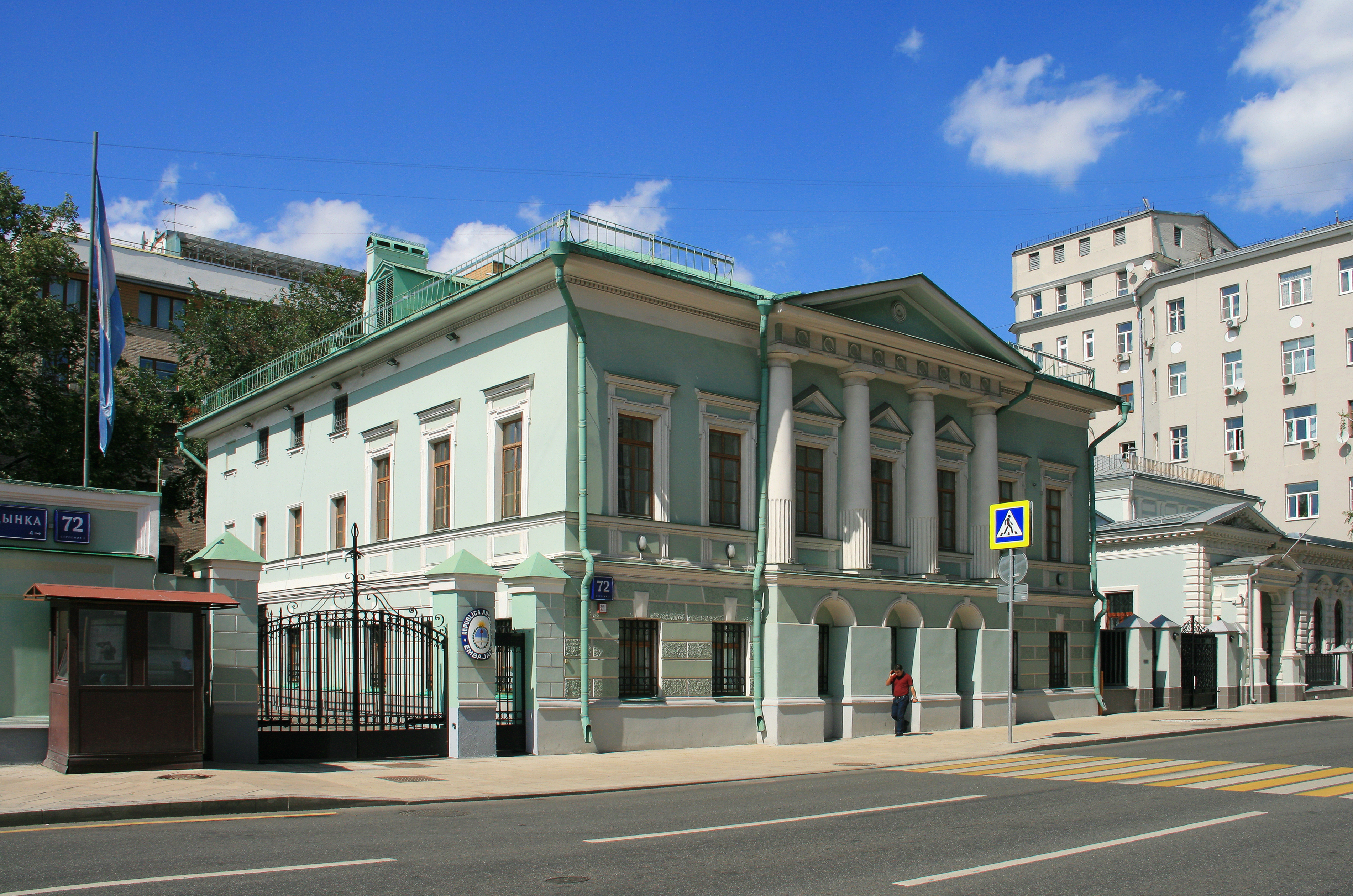
Embajada de Argentina en Moscú
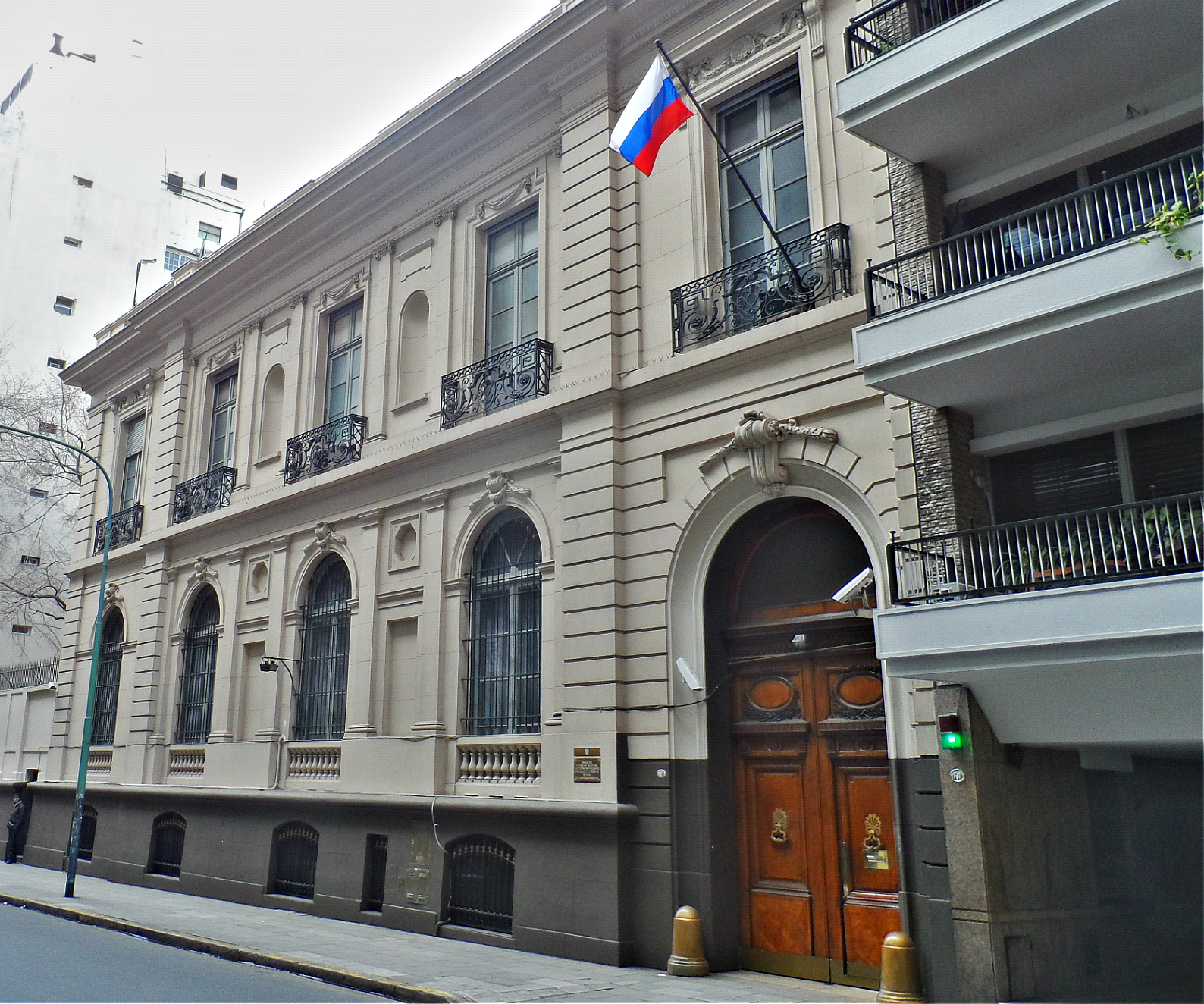
Embajada de Rusia en Buenos Aires